# Jus patronatus

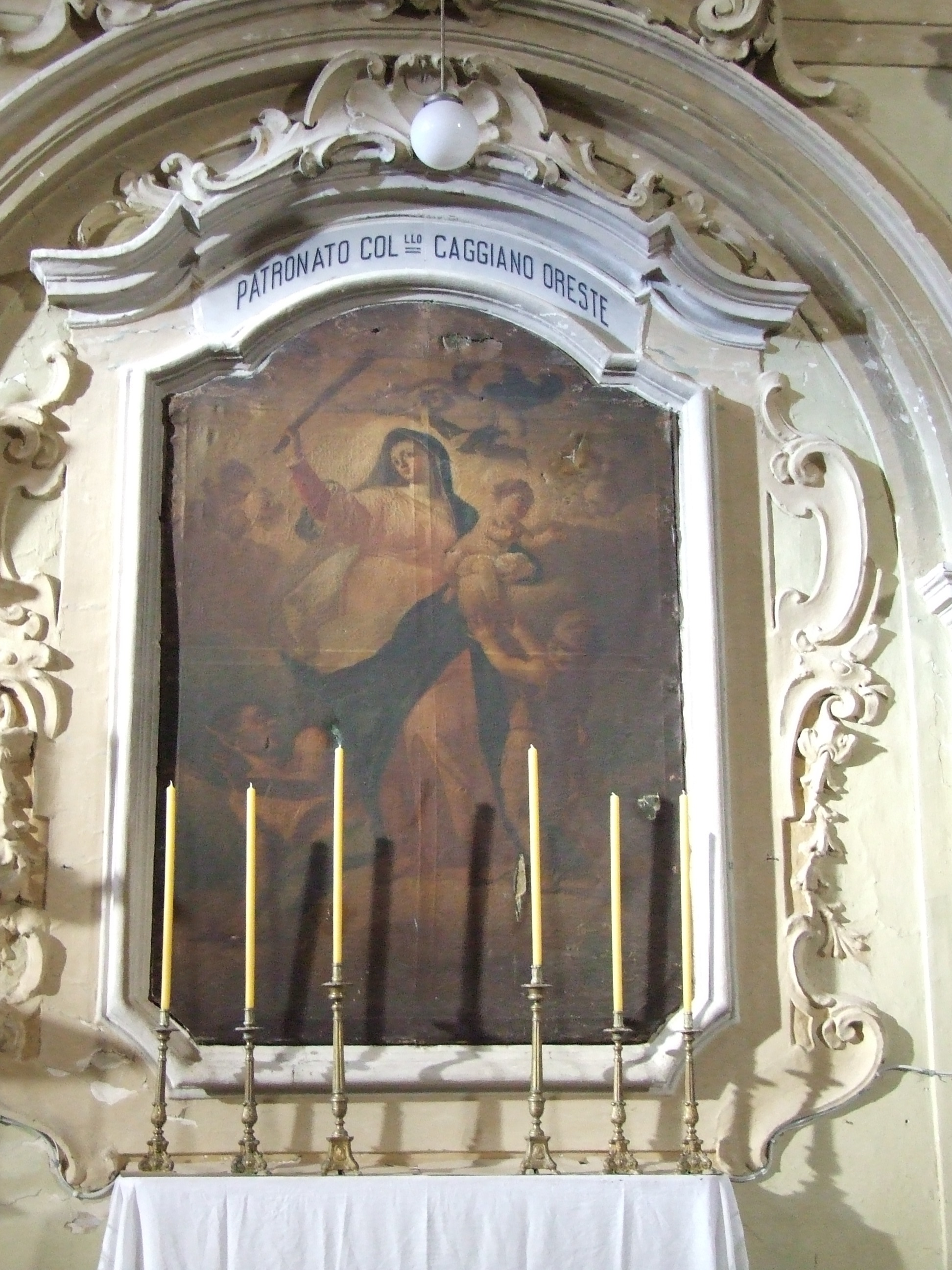
Exemplo de patronato na igreja do SS. Salvatore em Caggiano (SA)

O direito de patrocínio (em latim: jus patronatus ou ius patronatus) na lei canônica católica romana é um conjunto de direitos e obrigações de alguém, conhecido como patrono em conexão com uma doação de terra (benefício). É uma doação feita pela igreja em agradecimento a um benfeitor.
Sua contraparte na lei inglesa e na Igreja da Inglaterra é chamada de advowson.
O direito de patrocínio é designado nas cartas papais como "ius spirituali annexum" e, portanto, está sujeito à legislação e jurisdição eclesiástica, bem como às leis civis relativas à posse da propriedade.

## Contexto
Nas Igrejas Católicas Orientais, o fundador de uma igreja podia nomear um administrador para os bens temporais e indicar ao bispo um clérigo adequado para a nomeação. Na Igreja Latina, o Sínodo de Orange em 441 concedeu o direito de "apresentação" a um bispo que construísse uma igreja em outra diocese e o Sínodo de Toledo em 655 deu a um leigo esse privilégio para cada igreja ele construiu, mas o fundador não tinha direitos de propriedade.
Nos países ocupados pelas tribos germânicas, com base nos direitos individuais do templo e da igreja encontrados em suas leis nacionais, o construtor de uma igreja, o senhor feudal ou o administrador possuía pleno direito de disposição sobre a igreja fundada ou possuída por ele, como sua própria igreja (ecclesia propria) e sobre os eclesiásticos por ele designados. No entanto, a nomeação e demissão de eclesiásticos, pelo menos formalmente, estavam sujeitas ao consentimento do bispo. No decurso da Controvérsia das Investiduras, porém, foi abolido o direito privado sobre as igrejas, embora ao senhor da propriedade, como patrono, fosse concedido o direito de apresentar um clérigo ao bispo (ius praesentandi) por ocasião de uma vaga na igreja.  Na Inglaterra, de forma incomum, este último direito foi regulado pela Common Law, e referido como advowson.
Como Frangipane afirma em sua tese: "O giuspatronato, ou juspatronato, ou simplesmente patrocínio, teve sua origem na gratidão da Igreja para com seus benfeitores durante a alta Idade Média. A principal distinção da forma posterior de patrocínio, que serve para distingui-lo de expressões anteriores, é a apresentação em oposição à instituição que permite que vários candidatos sejam nomeados e considerados para o cargo em questão."

## Deveres dos patronos
O dever (iura onerosa) do patrono é, em primeiro lugar, a cura beneficii, o cuidado de preservar intacta a condição do benefício e o cumprimento consciencioso das obrigações a ele relacionadas. Não deve, porém, interferir na administração dos bens do benefício ou no desempenho dos deveres espirituais por parte do titular do benefício. Esta cura beneficii confere ao patrono o direito de ter voz em todas as alterações do benefício e dos bens a ele pertencentes. Novamente, ao patrono compete a defensio ou a advocatia beneficii. No entanto, na atual administração da justiça, essa obrigação praticamente desapareceu. Por fim, o patrono tem o dever subsidiário de edificar.